# Shippō
Shippo (七宝 Shippō?) es un personaje del manga y anime Inuyasha. "Shippō" significa "Los siete tesoros" (como el oro, plata, perlas, ágata, cristal, coral, y lapislázuli) en Japonés.

## Información del Personaje
Shippo es un kitsune, o sea, un zorro demonio. Shippo vivía con su padre en un tronco de un arce adentrado en el bosque. Una mañana Shippo salió a recoger avellanas, como recolectó muchas regresó muy contento a su hogar; pero se encontró con un cuadro terrorífico: dos monstruos, uno con forma de humano y el otro en forma de rana: Los hermanos relámpago, riendo cruelmente y vio a su padre muerto, cuya piel usó el menor como cinturón. Shippo se sintió destrozado y vaga por el bosque buscando una forma de vengar a su padre. Al principio, ataca a Inuyasha y Kagome para robar sus fragmentos de la perla de Shikon (como Asalto). Kagome se compadeció de él y lo invitó para que formase parte del grupo de ella e Inuyasha.
Andando un tiempo con ellos, se dio cuenta de que en realidad no eran malas personas y por el contrario, Inuyasha le ayudó a vengar la muerte de su padre. Durante la batalla con el mayor de los hermanos relámpago, en un descuido de Inuyasha, Kagome y Shippo fueron atacados, pero la piel del Gran Zorro aún tenía algo de magia y su espíritu creó un fuego mágico que le permitió protegerlos, Shippo se da cuenta de ello y se siente conmovido y feliz.
Shippo; es joven e ingenuo. Sin embargo, tiene un gran sentido de la responsabilidad, tiende a resaltar valores y defectos de los integrantes del grupo (lo que irrita continuamente a Inuyasha) y trata siempre de cuidar a sus compañeros. Suele enamorarse de niñas y mantiene una actitud madura frente a pequeñas monstruas (como la menor de los hermanos relámpago, que termina enamorándose de él).
En raras ocasiones se le ve con participación activa en una batalla que no sea de él, su especialidad son las trampas y los engaños y en caso de necesidad, puede transformarse en un globo rosado para transportar a máximo dos personas por un espacio y tiempo limitados. Además desea que no surjan peleas entre Kagome e Inuyasha.
Es muy amigo de Kirara, la mascota de Sango. Se le ve casi siempre con Kagome y ella le regala colores y papel para que él se entretenga dibujando. Además ve a Kagome como su madre ya que lo sobreprotege. Suele pelearse continuamente con Inuyasha debido a la renuencia de este.
En el final del manga la anciana Kaede le dice que si estuvo tomando el examen de Kitsune-You-Jutsu (el cual consiste en una competencia entre zorros en la cual una vez al año se reúnen para engañar a las personas y obtener puntajes por ello. Su máxima calificación es 1.er rango mayor y la mínima es novicio débil inferior) a lo cual el responde que ha avanzado y muestra un pergamino que corroboraba pues había llegado a 7.º rango mayor superior
A pesar de llevarse tan mal con inuyasha, cuando creen que está muerto fue shippo el que más llora como se demuestra en un capítulo(58)

## Ataques y técnicas
- Hoja mágica: Puede esconderse en distintos objetos, solo se muestra su cola en estos casos, también puede hacerse una estatua y en ocasiones hacerse invisible.

- Caballito: Es un caballito que puede volar, en algunos casos shippo se monta sobre él para trasladarse; esto ocurría en los primeros episodios.

- Trompo Mágico: Un trompo que aumenta de tamaño para atacar.

- Serpiente: Es un engaño holográfico con la forma de una anaconda.

- Fuego Mágico: Aumenta de forma considerable su poder físico y sus habilidades.

- Transformación: Se transforma en un globo rosado de gran tamaño, esta habilidad tiene poco uso.

También puede transformarse en alguna otra persona o animal como imitación pero solo durante algunos minutos.
- Scar heart: consiste en morder una zona espécifica del adversario, esta zona es un punto débil como en el episodio 130 del anime.

También tiene el truco de dejar unas setas lloronas
- Datos: Q4859616